# Reprobationsfrist
Unter dem in Österreich geläufigen Begriff Reprobationsfrist (Latein: „re“ = „wieder“, „probatio“ = „Prüfung“) versteht man die Zeitspanne zwischen einer nicht bestandenen Prüfung und einer Wiederholung dieser Prüfung. 
Diese Zeitspanne muss so gewählt werden, dass sie dem Prüfling mit hoher Wahrscheinlichkeit eine erfolgreiche Prüfung ermöglicht. Die Reprobationsfrist wird in der Regel von einer Prüfbehörde oder von einem Prüfer festgelegt. Sie wird unter anderem bei Prüfungen an Hochschulen angewendet, aber auch bei Führerscheinprüfungen, bei der praktischen Pilotenprüfung oder auch bei Klausuren in der Schule.